# Bella Freud
Bella Freud (17 de abril de 1961 en Londres, Inglaterra) es una diseñadora de moda con gran número de celebridades como clientes.
Es hija del artista Lucian Freud y bisnieta del padre del psicoanálisis Sigmund Freud. Su hermana es la escritora Esther Freud, quien escribió las memorias de su niñez hippie en Marruecos. Es sobrina del actor y escritor Clement Freud y es prima de la locutora Emma Freud y de Matthew Freud. 
Freud comenzó trabajando para Vivienne Westwood en la década de los ochenta, antes de montar su propia compañía de diseño.  También asumió la consultoría para la compañía de moda británica Jaeger durante los noventa. En su más reciente búsqueda de la moda, fue responsable del relanzamiento y renovación de la casa de moda Biba.
Freud está casada con James Fox, autor del libro White Mischief (Blanca travesura), y tienen un hijo.
Freud trabajó con John Malkovich en 1999 para producir tres cortometrajes en 48 horas para documentar su colección de moda.
En una aparición en la BBC en el programa de actualidad Newsnight el 2 de agosto de 2006, Bella Freud expresó una apasionada denuncia de una "desproporcionadamente violenta agresión" de Israel en el conflicto Líbano--Israelí de 2006.
Bella Freud ha contribuido a la revista gratuita del Sunday Telegraph "Stella", con una columna llamada "Bella on Beauty".
Recientemente participó en un rodaje de moda con los más cercanos amigos y clientes de Vivienne Westwood, en el cual Freud vistió un traje completo dorado con una pipa y un sombrero.
En 2007, Freud lanzó su propia colección de prendas de punto. Para ilustrar su trabajo colaboró con Elle Muliarchuk, quien es una modelo y artista conocida como "Guerrilla Model" por The New York Times. En sus viajes alrededor del mundo Elle Muliarchuk creó un alambique fílmico imaginario para fotografiarse ella misma vistiendo los diseños de Freud, solo en la noche, y a menudo en localidades peligrosas. La serie de estas imágenes, llamada Viaje al final de la noche (Journey To The End Of The Night) (título de una novela de Céline), fue exhibida durante la London's Frieze Art Fair el 2007.
En 2024, Freud lanzó el videopódcast Fashion Neurosis, en el que invita semanalmente a figuras del mundo de la moda y de la cultura para hablar sobre la relación entre estilo e identidad. Algunos de sus invitados han sido Zadie Smith, Rick Owens, Christian Louboutin, Eric Cantona, Kate Moss, entre otros.